# SN 1999eu
SN 1999eu – supernowa typu II-P-pec odkryta 5 listopada 1999 roku w galaktyce NGC 1097. W momencie odkrycia miała maksymalną jasność 17,30m.